# Psychotria oubatchensis
Psychotria oubatchensis là một loài thực vật có hoa trong họ Thiến thảo. Loài này được Schltr. miêu tả khoa học đầu tiên năm 1906.